# جان واترز
جان ساموئل واترز (به انگلیسی: John Samuel Waters) (زادهٔ ۲۲ آوریل ۱۹۴۶) کارگردان، فیلم‌نامه‌نویس و بازیگر آمریکایی است. از آثار مهمش فلامینگوهای صورتی، دیوانگانی چند، چیزی وحشی ، اخراج و اسپری مو را می‌توان نام برد.

## فیلم‌شناسی
- دیوانگانی چند (۱۹۷۰)
- فلامینگوهای صورتی (۱۹۷۲)
- چیزی وحشی (۱۹۸۶) (به‌عنوان بازیگر)
- اسپری مو (۱۹۸۸)
- سریال مام (۱۹۹۴)
- پیکر (۱۹۹۸)